# Libanon op de Olympische Winterspelen 1980
Tijdens de Olympische Winterspelen van 1980, die in Lake Placid (Verenigde Staten) werden gehouden, nam Libanon voor de negende keer deel.

## Deelnemers en resultaten

### Alpineskiën
| Olympiër      | Discipline       | Resultaat | Prestatie                          |
| ------------- | ---------------- | --------- | ---------------------------------- |
| Naji Heneine  | reuzenslalom (m) | 53e       | 3.37,47 (+56,73) 1.35,59+2.01,88   |
| Naji Heneine  | slalom (m)       | 35e       | 2.26,39 (+42,13) 1.07,87+1.18,52   |
| Sami Rebez    | reuzenslalom (m) | dnf-1     | opgave run 1                       |
| Sami Rebez    | slalom (m)       | dnf-2     | opgave run 2                       |
| Farida Rahmed | afdaling (v)     | 27e       | 2.42,88 (+1.05,36)                 |
| Farida Rahmed | reuzenslalom (v) | 34e       | 3.39,49 (+57,83) 1.40,50+1.58,99   |
| Farida Rahmed | slalom (v)       | 19e       | 2.28,48 (+1.03,39) 1.22,47+1.06,01 |

Andorra · Argentinië · Australië · België · Bolivia · Bondsrepubliek Duitsland · Bulgarije · Canada · China · Costa Rica · Cyprus · Duitse Democratische Republiek · Finland · Frankrijk · Griekenland · Groot-Brittannië · Hongarije · IJsland · Italië · Japan · Joegoslavië · Libanon · Liechtenstein · Mongolië · Nederland · Nieuw-Zeeland · Noorwegen · Oostenrijk · Polen · Roemenië · Sovjet-Unie · Spanje · Tsjecho-Slowakije · Verenigde Staten · Zuid-Korea · Zweden · Zwitserland